# Bryophaenocladius paraproductus
Bryophaenocladius paraproductus är en tvåvingeart som beskrevs av Peter Scott Cranston och Judd 1989. Bryophaenocladius paraproductus ingår i släktet Bryophaenocladius och familjen fjädermyggor.
Artens utbredningsområde är Saudiarabien. Inga underarter finns listade i Catalogue of Life.